# Dave Ricketts
David Edward Joseph „Dave“ Ricketts (* 7. Oktober 1920 in London; † 11. August 1996 Anglesey) war ein britischer Radrennfahrer.

## Sportliche Laufbahn
Er war Teilnehmer der Olympischen Sommerspiele 1948 in London. In der Mannschaftsverfolgung gewann er mit seinen Teamkameraden Tommy Godwin, Robert Alan Geldard und Wilfred Waters die Bronzemedaille. Ricketts und seine Mannschaftskollegen erhielten ihre olympischen Medaillen mit der Post zugeschickt, da die Organisatoren diese zur Siegerehrung vergessen hatten. Der britische Vierer musste die Vorbereitung fast ohne Trainer bestreiten, da ihr Trainer Bill Bailey sich nach einem Streit mit Reg Harris aus dem Team kurzfristig zurückzog. 1939 wurde er bei den nationalen Meisterschaften im Sprint Zweiter. Er gewann den 880-Yard-Titel des National Open Handicap-Rennens, das als nationales Meisterschaftsrennen galt.